# Astele punctocostata
Astele punctocostata is een slakkensoort uit de familie van de Calliostomatidae. De wetenschappelijke naam van de soort is voor het eerst geldig gepubliceerd in 1853 door A. Adams als Gibbula punctocostata.